# Бусаров Олександр Олександрович
Олександр Олександрович Бусаров (22 березня 1909, м. Нерчинськ, нині РФ — 10 жовтня 1984, м. Чортків, нині Україна) — радянський громадсько-політичний діяч.

## Життєпис
Народився в сім'ї службовця. Підлітком працював на цегельному та паровозному заводах.
Закінчив школу з педагогічним ухилом, вчителював у сільській Борзянській школі на кордоні з Китаєм. Заочно закінчив інститут і Київську військово-політичну академію.
Брав участь у Другій світовій війні. Пройшов бойовий шлях від Сталінграда до Праги. У 1949—1957 рр. проходив службу в артилерійській бригаді, дислокованій у Чорткові.
Від 1957 року в Чорткові. Працював начальником будівельно-монтажного управління, головою міськвиконкому (1959—1962; 1965—1967).
Помер 10 вересня 1984 року.

## Нагороди
- ордени Червоного Прапора, Вітчизняної війни, Червоної Зірки
- 11-ма медалями.